# Dialeurodes bancoensis
Dialeurodes bancoensis là một loài côn trùng cánh nửa trong họ Aleyrodidae, phân họ Aleyrodinae.
Dialeurodes bancoensis được Ardaillon & Cohic miêu tả khoa học đầu tiên năm 1970.